# Balebreviceps hillmani
Balebreviceps hillmani is een kikker uit de familie blaasoppies (Brevicipitidae). Het is de enige soort uit het geslacht Balebreviceps
De soort werd voor het eerst wetenschappelijk beschreven door Malcolm John Largen en Robert Clifton Drewes in 1989. De soortaanduiding hillmani is een eerbetoon aan Stanley S. Hillman.
Balebreviceps hillmani is endemisch in Ethiopië, en leeft in bergbossen waar de boom Erica arboreal voorkomt tot net onder de boomgrens. Er is weinig bekend over de soort; vermoed wordt dat de eitjes zich direct tot kleine kikkertjes ontwikkelen, omdat de eitjes ongepigmenteerd en relatief groot zijn.
Balebreviceps · 
Breviceps · 
Callulina · 
Probreviceps · 
Spelaeophryne